# Andrzej Śliwiński (wojewoda)
Andrzej Wiesław Śliwiński (ur. 8 lutego 1926 w Gosławicach, obecnie dzielnica Konina, zm. 4 marca 2007 w Poznaniu) – polski samorządowiec, pierwszy wojewoda pilski, honorowy obywatel miasta Piły, wybrany w plebiscycie „Tygodnika Nowego” pilaninem XX wieku.

## Życiorys
Urodził się w rodzinie Witolda Stefana Śliwińskiego (1900-1961), pracownika gosławickiej cukrowni i Janiny Faustyny z Dąbrowskich (1906-1963). Ukończył studia na wydziale prawno-ekonomicznym Uniwersytetu im. Adama Mickiewicza w Poznaniu. Wstąpił do Polskiej Zjednoczonej Partii Robotniczej. Po studiach pracował m.in. w PSS „Społem”, Poznańskich Zakładach Zielarskich i Wojewódzkiej Radzie Łowieckiej. Następnie zajmował następujące stanowiska w administracji państwowej:
- 1960–1966 – przewodniczący Prezydium Powiatowej Rady Narodowej w Szamotułach
- 1966–1970 – przewodniczący Wojewódzkiej Komisji Planowania Gospodarczego w Poznaniu
- 1970–1973 – 1. zastępca przewodniczącego Prezydium Wojewódzkiej Rady Narodowej w Poznaniu
- 1973–1975 – 1. wicewojewoda poznański

1 czerwca 1975 został mianowany wojewodą nowo utworzonego województwa pilskiego. Okres jego rządów określany jest mianem „pilskiego przyspieszenia”. Piła w tym czasie przeobraziła się w nowoczesne miasto. Dzięki jego staraniom do miasta zaczęły napływać wielkie sumy pieniędzy z funduszy centralnych, przeznaczone na inwestycje. Wybudowano wtedy główne arterie komunikacyjne (al. Poznańska z wiaduktem, al. Powstańców Wielkopolskich, al. Wojska Polskiego, obwodnica). Powstało wiele nowych osiedli mieszkaniowych, a ludność Piły w latach 1975–1980 wzrosła o 50%.
Z jego inicjatywy powstały: hotel „Rodło”, restauracja „Młyn”, centrum strzeleckie „Tarcza”, stadion miejski, kryta pływalnia „Wodnik”, Zbiornik Koszycki, przychodnia specjalistyczna, a także 10 przedszkoli. Za jego rządów rozpoczęto budowę szpitala wojewódzkiego i wytyczono lokalizację pod budowę nowego kościoła NMP Wspomożenia Wiernych. Na wniosek bp. Wilhelma Pluty, zwierzchnika diecezji gorzowskiej, wojewoda Śliwiński w zamian za przekazanie miastu Pile nieruchomości na której zachowały się ruiny zabytkowego kościoła św. Janów wraz z budynkiem plebanii, przekazał znacznie większą działkę pod budowę kościoła pw. NMP Wspomożenia wiernych na Osiedlu Górnym. Ruiny najcenniejszego zabytku Piły – gotyckiego kościoła św. Janów – zostały rozebrane i na tym miejscu powstał hotel Rodło, obecnie Gromada.
Andrzej Śliwiński był również zapalonym myśliwym i prezesem Wojewódzkiego Związku Łowieckiego w Pile. Dzięki budowie sieci zajazdów za jego rządów województwo stało się regionem turystyczno-myśliwskim. Założyciel i wieloletni prezes koła łowieckiego „Diana” w Poznaniu. Obejmował także stanowiska sekretarza, zastępcy przewodniczącego oraz prezesa WRŁ w Poznaniu, prezesa tymczasowej WRŁ w Zielonej Górze i presesa WRŁ w Pile. Odznaczony „Złomem”, Srebrnym i Złotym Medalem Zasługi Łowieckiej oraz Medalem „Za Zasługi w Rozwoju Łowiectwa Wielkopolskiego”.
28 listopada 1980 w związku z oskarżeniem o kłusownictwo został odsunięty od władzy i mimo późniejszego uniewinnienia nie powrócił na stanowisko wojewody. Polski Związek Łowiecki, nigdy nie pozbawił go jednak członkostwa. 13 grudnia 1981 został internowany i spędził kilka miesięcy w poznańskim więzieniu.
3 marca 2000 decyzją prezydenta Piły Zbigniewa Kosmatki został uhonorowany wpisem do Księgi Pamiątkowej Miasta Piły w uznaniu zasług w rozwoju administracyjnym, urbanistycznym i ekonomicznym oraz wszechstronnej działalności organizatorskiej, która uczyniła Piłę miastem nowoczesnym i przyjaznym ludziom. Otrzymał wtedy także Medal Stanisława Staszica. Na przełomie 2000 i 2001 w plebiscycie „Tygodnika Nowego” został wybrany Pilaninem XX wieku. 28 lutego 2001 Rada Miejska Piły uchwałą nr XXXVII/341/01 nadała mu tytuł Honorowego Obywatela Miasta. Wielokrotnie odznaczany m.in. Krzyżem Komandorskim Orderu Odrodzenia Polski (1974), Krzyżem Kawalerskim Orderu Odrodzenia Polski (1964), brązowym, srebrnym i złotym Medalem „Za zasługi dla obronności kraju”(1967,1973,1975), odznakami honorowymi za zasługi dla miast Szamotuł (1963) i Poznania (1973), powiatu Nowy Tomyśl (1974) i województw poznańskiego (1966), gorzowskiego (1977) i pilskiego (1978), a także odznakami „Zasłużony Działacz Kultury” (1963), „Zasłużony Pracownik Rady Narodowej” (1970), „Zasłużony dla budownictwa i przemysłu materiałów budowlanych” (1974), „Zasłużony Działacz FJN” (1974) oraz medalami i odznakami za zasługi dla stowarzyszeń ZBoWiD (1978), PCK (1976), ZHP (1978).
Zmarł 3 marca 2007 roku po długiej chorobie. Pochowano go na Cmentarzu Junikowskim w Poznaniu (pole 11-C-4-18).

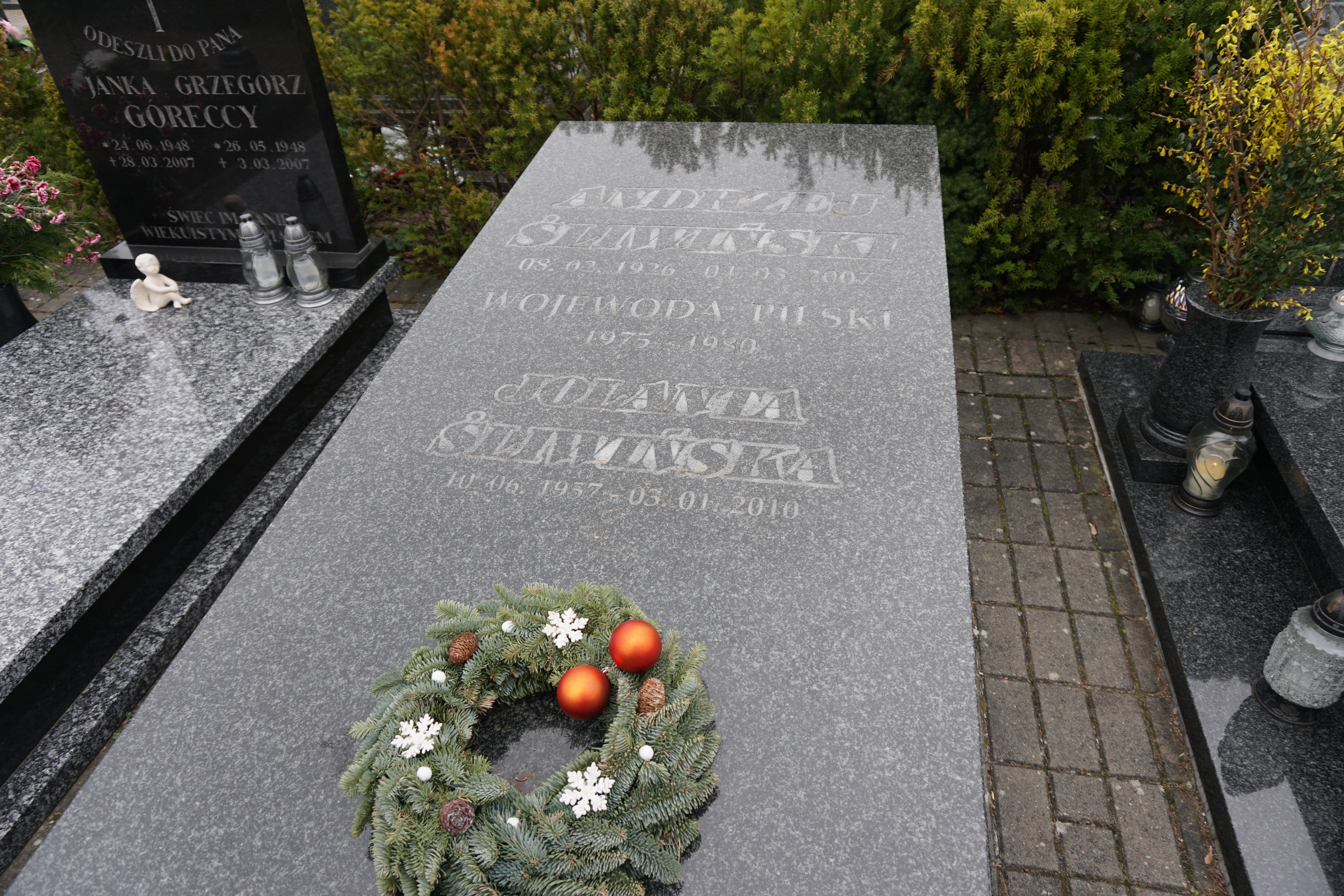
Grób Andrzeja Śliwińskiego na Cmentarzu Junikowskim w Poznaniu

## Andrzej Śliwiński w kulturze popularnej
Odwołanie do jego postaci znalazło się w piosence „Piła tango” zespołu Strachy na Lachy, pochodzącej z albumu pod tym samym tytułem:
(...) W czasach gdy nad Piłą jeszcze latały samoloty
Wojewoda Śliwiński kazał pomalować płoty
Potem wszystkie płoty w Pile miały kolor zieleni
Rogaczem na wieżowcu Piła witała jeleni (...)